# Gioele Bertolini
Pour les articles homonymes, voir Bertolini.
Gioele Bertolini, né le 26 avril 1995, est un coureur cycliste italien, spécialiste du cross-country VTT et du cyclo-cross.

## Biographie
Gioele Bertolini s'illustre en cross-country VTT et en cyclo-cross au niveau junior (17/18 ans). Aux mondiaux de VTT 2013, il décroche la médaille de bronze du cross-country juniors et l'or sur le relais mixte. En 2012 et 2013, il décroche également l'or sur le relais mixte du championnat d'Europe,, ainsi qu'une médaille d'argent sur le cross-country juniors (derrière l'Allemand Lukas Baum) sur ces mêmes championnats en 2013.
Aux mondiaux de VTT 2015, il décroche la médaille de bronze du relais mixte. En 2017, il devient à domicile champion d'Europe de cross-country espoirs (moins de 23 ans), devant son compatriote Nadir Colledani et le Danois Simon Andreassen.
En cyclo-cross, il figure plusieurs fois parmi les dix premiers aux championnats du monde et d'Europe chez les juniors et les espoirs. Il remporte également à deux reprises la manche de Coupe du monde de cyclo-cross espoirs à Valkenburg.
Chez les élites, Bertolini s'illustre principalement en cyclo-cross. Entre 2016 à 2025, il est cinq fois champion d'Italie de cyclo-cross et remporté plus de 30 courses, principalement dans son pays d'origine. Son résultat international le plus significatif est une sixième place aux championnats du monde de cyclo-cross 2018. En VTT, il est vice-champion d'Italie de cross-country en 2023 et de cross-country short track en 2024. Son meilleur résultat aux championnats du monde de VTT est une neuvième place en 2021, également en cross-country short track.
En janvier 2025, il est médaillé d'argent du championnat du monde de cyclo-cross en relais mixte.

## Palmarès en VTT

### Championnats du monde
- Pietermaritzburg 2013
  -  Champion du monde du relais mixte (avec Marco Aurelio Fontana, Eva Lechner et Gerhard Kerschbaumer)
  -  Médaillé de bronze du cross-country juniors
- Vallnord 2015
  -  Médaillé de bronze du relais mixte
- Val di Sole 2021
  - 9e du cross-country short track

### Coupe du monde
- Coupe du monde de cross-country espoirs
  - 2017 : 8e du classement général

- Coupe du monde de cross-country 
  - 2018 : 32e du classement général
  - 2021 : 48e du classement général
  - 2022 : 45e du classement général
  - 2023 : 71e du classement général
  - 2024 : 56e du classement général

- Coupe du monde de cross-country short track
  - 2024 : 57e du classement général

### Championnats d'Europe
- Moscou 2012
  -  Champion d'Europe du relais mixte (avec Michele Casagrande, Eva Lechner et Luca Braidot)
- Berne 2013
  -  Champion d'Europe du relais mixte (avec Eva Lechner, Marco Aurelio Fontana et Gerhard Kerschbaumer)
  -  Médaillé d'argent du cross-country juniors
- Darfo Boario Terme 2017 
  -  Champion d'Europe de cross-country espoirs

### Championnats d'Italie
- 2013
  -  Champion d'Italie de cross-country juniors
- 2016
  -  Champion d'Italie de cross-country espoirs
- 2017
  -  Champion d'Italie de cross-country espoirs

## Palmarès en cyclo-cross
- 2011-2012
  -  Champion d'Italie de cyclo-cross juniors
- 2012-2013
  -  Champion d'Italie de cyclo-cross juniors
  - Ciclocross Del Ponte
- 2013-2014
  -  Champion d'Italie de cyclo-cross espoirs
- 2014-2015
  - Giro d'Italia Ciclocross #1, Fiuggi-Frosinone
  - Giro d'Italia Ciclocross #2, Portoferraio
  - Kansai Cyclocross, Takashima
  - Shinshu Cyclocross (1), Nobeyama
  - Shinshu Cyclocross (2), Nobeyama
- 2015-2016
  -  Champion d'Italie de cyclo-cross
  - Coupe du monde espoirs #1, Valkenburg
  - Giro d'Italia Cross #1, Fiuggi
  - Giro d'Italia Cross #3, Asolo
  - Giro d'Italia Cross #5, Rome
  - Ciclocross Città di Schio, Schio
  - 9e du championnat d'Europe de cyclo-cross espoirs
- 2016-2017
  -  Champion d'Italie de cyclo-cross
  - Coupe du monde de cyclo-cross espoirs #1, Valkenburg
  - International Cyclocross Selle SMP -8° Trof.Cop.ed.Brugherio82, Brugherio
  - 4e de la Coupe du monde espoirs
  - 7e du championnat du monde de cyclo-cross espoirs
- 2017-2018
  - International Cyclocross Selle SMP -8° Trof.Cop.ed.Brugherio82, Brugherio
  - Ciclocross del Ponte, Trévise
  - Gran Premio Luzinis, Gorizia
  - 6e du championnat du monde de cyclo-cross
- 2018-2019
  -  Champion d'Italie de cyclo-cross
  - Gran Premio Luzinis, Gorizia
  - Pfaffnau GP Luzern, Pfaffnau
- 2019-2020
  - 2e du championnat d'Italie de cyclo-cross
- 2020-2021
  -  Champion d'Italie de cyclo-cross
- 2022-2023
  - Ciclocross del Ponte Fae'di Oderzo, Faè
- 2023-2024
  - CX Internazionale Firenze, Florence
  - 3e du championnat d'Italie de cyclo-cross
  - 5e du championnat du monde de cyclo-cross en relais mixte
- 2024-2025
  -  Champion d'Italie de cyclo-cross
  - GP Citta' Di Tarvisio, Tarvisio
  - CX Rivellino, Osoppo
  - International Cyclocross Increa Brugherio, Brugherio
  - International Cyclocross Grand Prix Cicli Francesconi, Salvirola
  - Turin International Cyclocross, San Francesco al Campo
  -  Médaillé d'argent du championnat du monde de cyclo-cross en relais mixte